# گناهان پدران (فیلم ۱۹۲۸)
گناهان پدران (انگلیسی: Sins of the Fathers) فیلمی در ژانر کمدی به کارگردانی لودویگ برگر محصول سال ۱۹۲۸ کشور ایالات متحده آمریکا است.

## بازیگران
- امیل یانینگز در نقش Wilhelm Spengler
- روت چترتن در نقش Greta Blake
- بری نورتون در نقش Tom Spengler
- جین آرتور در نقش Mary Spengler
- جک لودن در نقش Otto Schmidt
- زیسو پیتس در نقش Mother Spengler
- متیو بتز در نقش Gus Newman
- هری کوردینگ در نقش The Hijacker
- آرتور هاوسمن در نقش The Count
- فرانک رایشر در نقش The Eye Specialist
- داگلاس هیگ در نقش تام (کودک)
- آن شرلی در نقش Mary, as a child
- میلا دَوِنپورت در نقش Bit Part (در عنوان‌بندی نیامده)
- Speed Webb and His Orchestra (در عنوان‌بندی نیامده)